# اغتيال مدينة (فلم)
اغتيالُ مدينة فيلم وثائقي قصير إنتاج عام 1977، من إخراج عبد الله المحيسن، يتناول موضوع الحرب الأهليّة اللُبنانية، وما تعرضت له مدينة بيروت نتيجة لتلك الحرب، حاز الفيلم على جائزة نفرتيتي لأفضل فيلم قصير في مهرجان القاهرة السينمائي الدولي الثاني لفئة الأفلام التسجيلية، كما نال شهادة تقدير من مهرجان الخليج الأول للإنتاج التلفزيوني.